# بخش اوینیون
بخش اوینیون (به فرانسوی: Arrondissement d'Avignon) یک بخش در فرانسه است که در وکلوز واقع شده‌است.